# Wireless Power Consortium

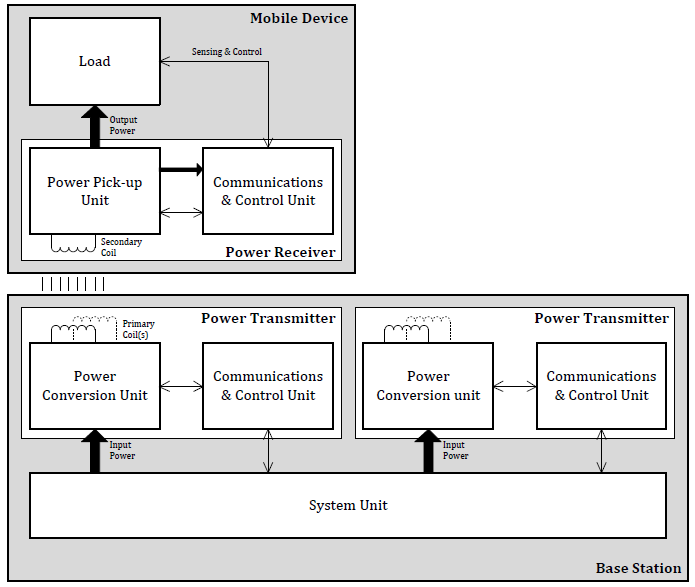
Especificacions oficials de l'estàndard d'interfície Qi i exemple de l'estàndard en ús per una plataforma de càrrega i el dispositiu compatible.

El Wireless Power Consortium (WPC) és un consorci tecnològic multinacional format el 17 de desembre de 2008 i amb seu a Piscataway, Nova Jersey. La seva missió és crear i promoure l'adopció àmplia del mercat dels seus estàndards d'interfície Qi, Ki Cordless Kitchen i Qi Medium Power per a la càrrega inductiva. És una membres obertes d'empreses asiàtiques, europees i americanes que treballen per a l'estandardització global de la tecnologia de càrrega sense fil.
El Wireless Power Consortium va ser iniciat per Fulton Innovation, una filial 100% d'Alticor, empresa matriu d'Amway. La motivació original era alimentar un purificador d'aigua portàtil, venut per Amway, anomenat eSpring, per al qual es va crear la tecnologia de transferència d'energia sense fil anomenada eCoupled. El 26 de novembre de 2008, Fulton Innovation va publicar "The Base Spec: Low Power Specification Guide for Partnered Product Development, Revision 0.9". Impulsat per la propietat intel·lectual adquirida d'una empresa en fallida de la Universitat de Cambridge anomenada Splashpower, en un intent de replicar la història d'èxit de la Wi-Fi Alliance formada el 1999, Fulton Innovation va fundar el Wireless Power Consortium (WPC) el desembre de 2008. En el procés es van associar amb set més: ConvenientPower, Logitech, Philips, Sanyo, Shenzhen Sang Fei Communications, National Semiconductor (ara Texas Instruments) i Texas Instruments. L'agost de 2009 van publicar el ja conegut estàndard Qi, la versió 0.95. Un mes després van llançar la versió 1.0. Aleshores, WPC ja tenia més de 55 membres.
El 2012, Amway buscava un comprador per a tota la seva cartera de patents sobre la transferència d'energia sense fil. Això malgrat que va crear molt de rebombori al Consumer Electronics Show de 2011 a Las Vegas, amb demostracions fins i tot per a la càrrega de vehicles elèctrics (EV). Les coses van canviar clarament quan el setembre de 2012 va quedar clar que Nokia llançava el telèfon intel·ligent Lumia 920 amb càrrega Qi integrada.
Philips ja ha adquirit la major part de la cartera de patents Qi d'Access Business Group. Per tant, Philips està cobrant els drets d'autor, però la patent clau subjacent a l'estàndard Qi encara està assignada a Access Business Group, una filial al 100% d'Alticor, que també és propietari total d'Amway.
A partir del 2019, el Wireless Power Consortium compta amb més de 600 empreses individuals, de les quals 25 són membres del seu consell d'administració, també conegut com el "Grup de direcció".

## Història
El Wireless Power Consortium es va establir el 17 de desembre de 2008. Va publicar oficialment l'estàndard d'interfície Qi i l'especificació de baixa potència l'agost de 2010. A l'octubre, Nokia es va unir al WPC. Huawei i Visteon es van convertir en membres del WPC el novembre de 2011. El maig de 2011, el consorci va anunciar l'especificació de baixa potència el maig de 2011 al Saló de l'Automòbil de Xangai i va començar a estendre Qi a les especificacions de potència mitjana.
El consorci va anunciar a través d'un comunicat de premsa que Qi aviat es desenvoluparia per a tauletes, ordinadors i automòbils el gener de 2012. Les especificacions de Qi es van tornar a actualitzar a l'abril, amb la distància augmentada a 40 mm. El maig de 2014, el WPC va anunciar que més de 500 telèfons tenien Qi integrat. A partir d'octubre de 2016, el WPC, juntament amb l'AirFuel Alliance, compleix amb l'ús de l'estàndard LinkCharge CT en empreses comercials i empreses per utilitzar-lo com a punt d'accés de càrrega.

## Normes
- Estàndard Qi, per a telèfons intel·ligents i altres dispositius mòbils portàtils. Qi Baseline Power Profile (BPP) ofereix fins a 5 W i Qi Extended Power Profile (EPP) ofereix fins a 15 W. Una futura extensió oferirà fins a 60 W per permetre la càrrega del portàtil. Tanmateix, fins i tot utilitzant l'estàndard EPP actual, normalment es triguen entre 2,5 i 5 hores a carregar un telèfon intel·ligent típic, amb una bateria típica de 10 watts-hora, la qual cosa implicaria que si la velocitat de càrrega fos de 10 watts, només trigaria una hora. Per tant, un temps de càrrega de 2,5 hores significa que la taxa de càrrega mitjana era només de 10/2,5 = 4 watts. Així, els 15 W es van lliurar només momentàniament, fins que la bateria s'escalfa. Aquesta reducció de la velocitat de càrrega s'atribueix al circuit de protecció de la bateria que, a causa de la calor generada per la bobina receptora pressionada contra la bateria, redueix dràsticament la potència acceptable.
- Cuina sense fil estàndard, per a electrodomèstics de cuina, per lliurar 100–2.400 W. En desenvolupament des de 2013, ara s'anomena provisionalment l'estàndard Ki.
- Estàndard de potència mitjana, una solució senzilla de baix cost que ofereix entre 30 i 65 W per a eines elèctriques, aspiradores robòtiques, bicicletes elèctriques i altres dispositius que funcionen amb bateries que no requereixen compatibilitat amb l'estàndard Qi per a la càrrega de telèfons mòbils. Una futura extensió oferirà fins a 200 W. No obstant això, el terme potència mitjana ha significat fins ara només 15 W (pic). Això va formar la base de la v1.2, o l'estàndard EPP "15W", anunciat com a llançat, el febrer de 2017. L'anunci de llançament sobtat va arribar pocs dies després que Apple s'unís al Wireless Power Consortium, alimentant els rumors que l'esperat iPhone8 comptaria amb Qi.
- Molt abans, però, el 2014, WPC havia anunciat que havia incorporat una "extensió ressonant" a l'estàndard Qi. Aquest anunci es va repetir periòdicament posteriorment, generalment juntament amb una spin-out de la Universitat d'Auckland anomenada PowerbyProxi. L'"extensió ressonant", que admetia diversos telèfons en un transmissor a distàncies (separació z) de fins a 45 mm, havia de ser "v1.2" durant diversos anys i, per tant, es va implicar que estava gairebé completament llest, en anuncis repetits de el Wireless Power Consortium al llarg dels anys. El febrer de 2015, el president de WPC, Menno Treffers, va implicar clarament que l'extensió ressonant estava totalment preparada i els clients ara tenien una opció: "Aquestes extensions proporcionen als membres de WPC i als seus clients una combinació perfecta de tecnologies inductives i ressonants... Els clients poden triar entre carregadors Qi inductius i ressonants i assegurar-se que els carregadors funcionen perfectament amb tots els dispositius Qi". El setembre de 2015, el director general de PowerbyProxi, Fady Mishriki, també va anunciar en forma d'article tècnic a la revista Planet Analog que la versió esborrany d'aquesta "extensió ressonant" estava gairebé completament completa. L'article es titulava " Què és el gran problema de Resonant? ", i afirmava que hi havia una compatibilitat total amb l'estàndard Qi existent, tant per als nous receptors com per als transmissors. La nova versió, van anunciar, admetria la col·locació fàcil de múltiples receptors, inclosos els anteriors dispositius BPP i EPP certificats per Qi, a la mateixa superfície del transmissor "intel·ligent", proporcionant una potència diverses vegades més gran, a distàncies verticals molt més grans (separacions z).). Això va ressonar clarament amb Apple, que va comprar PowerbyProxi l'octubre de 2017 a un preu estimat que superava els 100 milions de dòlars. Aquesta havia de ser la "extensió ressonant" de Qi, de la qual es parlava des del 2014, i que havia estat l'AirPower ara cancel·lat. AirPower es considera àmpliament una "vergonya sense precedents" per a Apple.